# Sonata per a violoncel i piano núm. 1 (Beethoven)

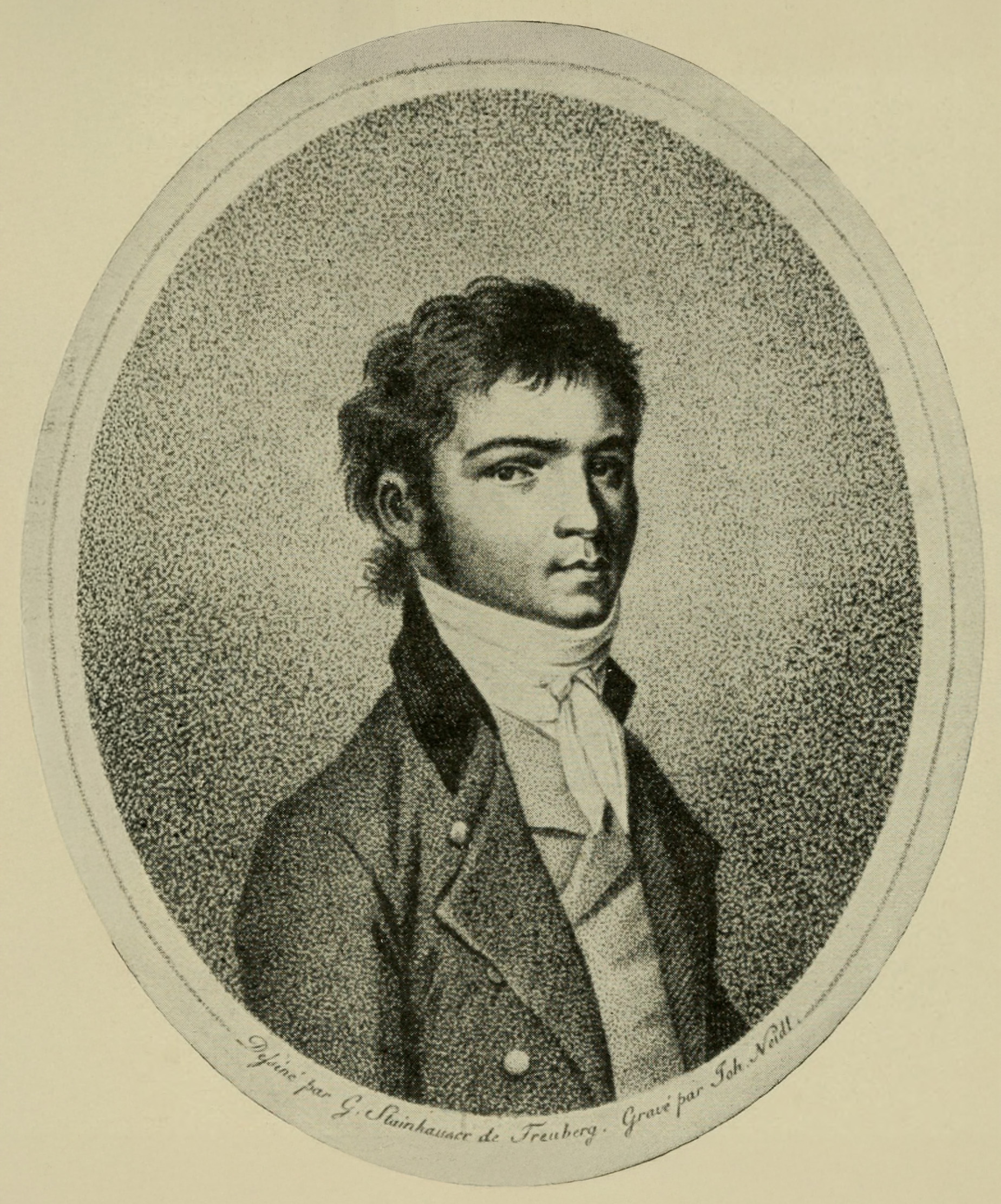
Retrat de Ludwing van Beethoven als 26 any (1796).

La Sonata per a violoncel i piano núm. 1 en fa major, op. 5 núm. 1 és la primera de les cinc sonates per a violoncel i piano de Ludwig van Beethoven.
L'opus 5 comporta dues peces que corresponen a les dues primeres sonates per a violoncel. Foren escrites a Berlín l'any 1796 (onze anys abans de la seva tercera sonata), dedicat al rei Frederic-Guillem II de Prússia, també violoncel·lista. Van ser estrenades per Beethoven al piano i Jean-Louis Duport al violoncel. Les dues sonates foren publicades el gener de 1797 per Artaria a Viena.
Es tracta d'una obra de joventut de Beethoven, anterior a les seves simfonies i concerts.
L'obra comporta dos moviments i la seva execució dura aproximadament 20 minuts.
- Adagio sostenuto - Allegro
- Rondo : allegro vivace